# Víctor Ávila
Víctor Manuel Ávila Reyes (Ciudad de Panamá, Panamá, 17 de agosto de 1998) es un futbolista panameño que juega como delantero en el Club Deportivo Macará de la Serie A de Ecuador.

## Trayectoria

### San Francisco F. C.
Se formó en las categorías inferiores del San Francisco Fútbol Club y su debut profesional en la Primera División de Panamá fue el 15 de enero de 2017 en la derrota 2 a 1 contra el CD Árabe Unido en el estadio Armando Dely Valdés en donde fue titular y jugó hasta el minuto 86. En la LPF Clausura 2017 jugó 9 partidos y anotó 3 goles e donde quedaron en la quinta posición quedándose a un paso de clasificarse a las semifinales. En la LPF Apertura 2017 jugó 4 partidos en donde quedaron en la séptima posición. En la LPF Clausura 2018 jugó 5 partidos y anotó 1 gol en donde fueron eliminados en las semifinales en perdieron en un marcador global de 3 a 2 contra el CA Indpendiente en donde jugó en 1 partido. En el Torneo Apertura 2018 jugó 7 partidos y anotó 1 gol en donde fueron eliminados en las semifinales en donde perdieron en un marcador global de 4 a 3 contra el Costa del Este FC en donde jugó en 1 partido. Fue subcampeón del Torneo Clausura 2019 en donde perdieron la final 1 a 4 por la tanda de los penales en donde quedó un marcador de 1 a 1 en los tiempos extras contra el CA Independiente en el estadio Rommel Fernández en donde fue suplente y entró al minuto 82 por Jhamal Rodríguez, en dicho torneo jugó 14 partidos y anotó 1 gol. En la Liga Concacaf 2019 jugó 2 partidos en donde fueron eliminados en la ronda preliminar en un marcador global de 1 a 6 contra el Alianza Fútbol Club en donde jugó en los 2 partidos. En el Torneo Apertura 2019 jugó 8 partidos en donde fueron eliminados en los playoff en donde perdieron 0 a 1 contra el CD Plaza Amador en el estadio Agustín Muquita Sánchez en donde suplente y entró al minuto 73 por Misael Acosta. En el Torneo Apertura 2020 solo jugó 3 partidos porque se canceló por el COVID-19. Fue subcampeón del Torneo Clausura 2020 en donde perdieron la final 3 a 1 contra el CA Indpendiente en el estadio Agustín Muquita Sánchez en donde no estuvo convocado, jugó 8 partidos y anotó 2 goles.

### Veraguas C. D.
El 18 de enero de 2021 fue anunciado como nuevo jugador del Veraguas Club Deportivo. Debutó con el club 21 de febrero de 2021 en la derrota 1 a contra el CD Universitario en el Complejo Deportivo Rafael Rodríguez en donde fue suplente y entró al minuto 46 por Sergio Cunningham. En el Torneo Apertura 2021 jugó 15 partidos y anotó 3 goles en donde fueron eliminados en las semifinales en donde perdieron en un marcador global de 2 a 0 contra el CD Universitario en donde jugó en los 2 partidos. En el Torneo Clausura 2021 jugó 14 partidos y anotó 6 goles en donde fueron eliminados nuevamente en las semifinales esta vez en un marcador global de 2 a 1 contra el Herrera FC en jugó en los 2 partidos y anotó 1 gol en el partido de ida.

### C. A. Independiente
El 24 de diciembre de 2021 fue anunciado como nuevo jugador del Club Atlético Independiente de La Chorrera. Debutó con el club el 6 de febrero de 2022 en la victoria 0 a 3 contra el Atlético Chiriquí en el estadio San Cristóbal en donde fue titular y jugó hasta el minuto 75. En el Torneo Apertura 2022 jugó 16 partidos y anotó 8 goles en donde fueron eliminados en los playoff en donde perdieron 1 a 2 en los tiempos extras contra el Tauro FC en el estadio Agustín Muquita Sánchez en donde fue titular, anotó el único gol de su equipo al minuto 14 y jugó todo el partido. Salió campeón del Torneo Clausura 2022 en donde le ganaron la final 2 a 1 contra el CD Universitario en donde fue suplente, entró al minuto 60 por Alexis Palacios y anotó el segundo gol del equipo al minuto 117 para darle la victoria al equipo, en dicho torneo jugó 17 partidos y anotó 5 goles. Salió campeón del Torneo Apertura 2023 en donde se consagraron bicampeón en donde le ganaron la final 3 a 1 contra el Tauro FC en el estadio Rommel Fernández en donde fue suplente, entró al minuto 46 por Jean Montenegro y anotó el segundo gol del equipo, en dicho torneo jugó 14 partidos y anotó 4 goles. En la Copa Centroamericana de Concacaf 2023 jugó 8 partidos y anotó 1 gol en donde fueron eliminados en las semifinales en donde perdieron en un marcador global de 2 a 3 contra el Real Esteli en donde jugó en los 2 partidos. Salió campeón del Torneo Clausura 2023 en donde se consagraron tricampeón en donde le ganaron la final 3 a 0 contra el Tauro FC en el estadio Universidad Latina en donde fue titular y jugó hasta el minuto 92, en dicho torneo jugó 18 partidos y anotó 13 goles siendo el goleador y el jugador más valioso del torneo. En la Copa de Campeones de la Concacaf 2024 jugó 2 partidos en donde fueron eliminados en la primera ronda en donde perdieron en un marcador global de 4 a 0 contra el New England Revolution en donde jugó en los 2 partidos. En el Torneo Apertura 2024 jugó 15 partidos y anotó 8 goles en donde fueron eliminados en los playoff en donde perdieron 4 a 1 contra el Tauro FC en el estadio Javier Cruz en donde fue titular y jugó todo el partido.

### C. D. Macará
El 13 de julio de 2024 fue anunciado como nuevo jugador del Club Deportivo Macará.

## Clubes
| Club                | País    | Año         |
| ------------------- | ------- | ----------- |
| San Francisco F. C. | Panamá  | 2016 - 2020 |
| Veraguas C. D.      | Panamá  | 2021        |
| C. A. Independiente | Panamá  | 2022 - 2024 |
| C. D. Macará        | Ecuador | 2024 - act. |

## Palmarés

### Títulos nacionales
| Título           | Club                | País   | Año    |
| ---------------- | ------------------- | ------ | ------ |
| Primera División | C. A. Independiente | Panamá | 2022-C |
| Primera División | C. A. Independiente | Panamá | 2023-A |
| Primera División | C. A. Independiente | Panamá | 2023-C |

### Distinciones individuales
| Distinción                                           | Año    |
| ---------------------------------------------------- | ------ |
| Máximo goleador de la Primera División de Panamá     | 2023-C |
| Jugador más valioso de la Primera División de Panamá | 2023-C |